# Wilhelm Fröhlich (Kreisrat)
Wilhelm Fröhlich (* 4. April 1807 in Rudingshain; † 11. April 1891 in Darmstadt) war Kreisrat des Kreises Alsfeld.

## Familie
Der Vater von Wilhelm Fröhlich, Georg Wilhelm Frölich († nach 1841), war Oberförster, zuletzt in Schotten. Wilhelm Fröhlich heiratete 1843 Agnes Hedwig Emma (Ida) von Grolman (1818–1888), Tochter des Geheimrats Friedrich von Grolman (1784–1859), Abgeordneter der Landstände des Großherzogtums Hessen und Richter am Oberappellations- und Kassationsgericht.

## Karriere
Wilhelm Fröhlich studierte Rechtswissenschaft an der Universität Gießen. 1832 erhielt er eine Stelle als Akzessist am Hofgericht Darmstadt, 1834 eine bezahlte Stelle als Polizeisekretär in Darmstadt. 1841 wurde er Landrat des standesherrlich dominierten Landratsbezirks Lauterbach bis zu dessen Ende aufgrund der Revolution von 1848 im Großherzogtum Hessen. 1842 wurde er zugleich weltlicher Rat beim Konsistorium Lauterbach, 1844 Direktor dieses Konsistoriums.
Die Revolution von 1848 führte zu einer Verwaltungsreform im Großherzogtum, die sowohl Kreise als auch Provinzen durch kollektiv geleitete Regierungsbezirke ersetzte. Die Stelle von Wilhelm Fröhlich als Landrat entfiel dadurch und er wechselte in die Regierungskommission des Regierungsbezirks Alsfeld. Nach dem Sieg der Reaktion wurde der Regierungsbezirk Alsfeld 1852 wieder aufgelöst, die Kreise wurden wieder hergestellt und Wilhelm Fröhlich Kreisrat des Kreises Alsfeld, eine Stelle, die er bis 1874 innehatte, als er in den Ruhestand verabschiedet wurde.

## Ehrungen
- 1862 Ritterkreuz I. Klasse des Verdienstordens Philipps des Großmütigen[1]
- 1874 Geheimer Regierungsrat[1]